# Neisseria
Bei den Bakterien der Gattung   Neisseria  handelt es sich um eine Gruppe gramnegativer Bakterien der Familie der Neisseriaceae. Benannt wurden sie nach dem Bakteriologen Albert Neisser, der den Erreger des Trippers, Neisseria gonorrhoeae, entdeckt hat.
Die Neisseria-Arten kommen als Diplokokken vor, also als Paare kugeliger Bakterienzellen; unter ihnen sind vier Arten von besonderer medizinischer Relevanz.

## Medizinisch bedeutsame Arten

### Neisseria gonorrhoeae
Die Bakterien Neisseria gonorrhoeae, auch bekannt als Gonokokken, stellen die Erreger des Trippers (auch als Gonorrhoe bezeichnet) dar, einer der bekanntesten Erkrankungen aus der Gruppe der sexuell übertragbaren Krankheiten.

### Neisseria meningitidis
Neisseria meningitidis ist einer der häufigsten Erreger der eitrigen Hirnhautentzündung. Normalerweise leben die auch als Meningokokken bekannten Bakterien im Nasen- und Rachenraum des Menschen, wobei die Anzahl der Bakterien meistens relativ hoch ist. Die Übertragung findet durch Tröpfcheninfektion statt, und die Bakterien sind in der Regel sehr anfällig auf Antibiotika-Behandlungen. Das Genom dieses Bakteriums ist seit 2001 sequenziert.

### Neisseria flavescens
Neisseria flavescens fällt vor allem durch die goldgelbe Färbung der Kolonien auf. Die Bakterien leben in den Schleimhäuten der oberen Luftwege. Ihre Rolle als Krankheitserreger ist bislang ungeklärt, sie wurden allerdings bei unterschiedlichen Entzündungen gefunden.

### Neisseria sicca
Neisseria sicca lebt ebenfalls in den Schleimhäuten der oberen Luftwege. Auch die Rolle dieser Bakterien als Krankheitserreger ist bislang ungeklärt, eventuell stehen sie mit einigen Fällen von Hirnhautentzündung im Zusammenhang.